# Tentaculiter
Tentaculiter (Tentaculita, Tentaculitoidea), är en fossil djurklass som levde från äldre ordovicium till yngre devon.
Tentaculiterna var marina, troligen bottenlevande djur och byggde upp ett långsträckt kalkskal med svagt konisk form, med ett reliefmönster av täta, större och mindre ringar runt skalet. Skanveln är vanligen raka, 1–2 centimeter långa, öppna i ena änden.
Tentakulitidernas släktskap med andra djurgrupper är inte klarlagd, möjligen är de besläktade med blötdjuren, möjligen med ringmaskarna.